# Pristurus abdelkuri
Pristurus abdelkuri es una especie de gecos de la familia Sphaerodactylidae.

## Distribución geográfica yhábitat
Es endémica de Abd al Kuri y parece haber sido introducida en Socotra (Yemen). Su rango altitudinal oscila entre 0 y 50 m s. n. m..